# Etihad Airways
Etihad (arabisch الاتحاد, DMG al-Ittiḥād ‚Union‘) Airways ist die nationale Fluggesellschaft der Vereinigten Arabischen Emirate mit Sitz in Abu Dhabi und Basis auf dem dortigen Flughafen. Sie ist Mitglied der Arab Air Carriers Organization und Gründer der Luftfahrtallianz Etihad Airways Partners. Etihad befindet sich vollständig im Besitz des Emirats Abu Dhabi. In den Skytrax-Awards 2019 wurde Etihad Airways ein Stern entzogen, weswegen sie nur noch eine 4-Sterne-Fluggesellschaft ist.

## Geschichte

### Gründung 2003
Etihad Airways wurde Juli 2003 per Regierungserlass durch Chalifa bin Zayid Al Nahyan, dem Emir von Abu Dhabi, gegründet. Von der Regierung wurde ein Kapital von 500 Millionen AED (ca. 136 Millionen US-Dollar) für den Start zur Verfügung gestellt. Der Flugbetrieb begann am 5. November 2003 mit einem zeremoniellen Flug nach al-Ain. Der erste kommerzielle Flug mit dem Ziel Beirut fand am 12. November 2003 statt.

### Seit 2004
Im ersten vollständigen Betriebsjahr 2004 transportierte Etihad rund 340.000 Passagiere. Drei Jahre später im Jahr 2007 beförderte man über 4,6 Millionen, im Jahr 2008 waren es 6,0 Millionen Passagiere.
Am 20. Juni 2007 wurden im Rahmen der Pariser Luftfahrtschau am Flughafen Le Bourget vier Airbus A340-600 sowie fünf A330-200 und erstmals drei A330-200F bestellt. Darüber hinaus einigte man sich mit Airbus auf eine Verschiebung der Auslieferung der vier bestellten A380-800. Die Auslieferung der ersten Maschine verzögerte sich zunächst von 2007 auf Mitte 2008; letztendlich erfolgte sie im Jahr 2014.

### Seit 2010
Im Dezember 2011 beteiligte sich Etihad Airways mit 29,2 % an der finanziell angeschlagenen Air Berlin und wurde somit zum größten Einzelaktionär. Zudem erfolgte eine umfangreiche Kooperation, darunter ein Codeshare-Abkommen sowie die Konformität bei den jeweiligen Vielfliegerprogrammen. Im Zuge dessen hatte Air Berlin ihre Strecke von Berlin nach Dubai ab dem 15. Januar 2012 nach Abu Dhabi verlegt. Am Drehkreuz Abu Dhabi konnten Air-Berlin-Passagiere dann auf Etihad-Verbindungen umsteigen. Im September 2013 bezog die Europavertretung von Etihad ihren neuen Hauptsitz in Berlin.
Im Juli 2012 ging Etihad eine Zusammenarbeit mit Air France-KLM ein. Die Entstehung eines Gemeinschaftsunternehmens ist nicht ausgeschlossen. Im 3. Quartal 2012 startete ein Codeshare- sowie ein Interlineabkommen mit Aer Lingus.
Am 1. August 2013 übernahm Etihad Airways 49 % von JAT Airways. Im Zuge dessen wurde sie in Air Serbia umbenannt.
Im Oktober 2013 genehmigte die indische Regierung die Beteiligung in Höhe von 24 % an Jet Airways für 20,6 Milliarden Rupien (etwa 246 Millionen Euro).
Im November 2013 übernahm Etihad Airways einen Anteil von 33,3 % an der Schweizer Regionalfluggesellschaft Darwin Airline, die ihren Marktauftritt in der Folge in Etihad Regional änderte. Im Dezember 2013 beteiligte sich Etihad Airways zu 49 % an Alitalia in Form einer Kapitalerhöhung um 300 Millionen Euro.
Im Oktober 2014 gründete Etihad Airways eine eigene Luftfahrtallianz namens Etihad Airways Partners.
Mit der Insolvenz von Alitalia im Mai 2017 und dem Totalverlust der Beteiligung galt die ambitiöse Wachstumspolitik als gescheitert. Nach Berufung eines neuen CEOs verkaufte Etihad im Juli 2017 seine Anteile der Darwin Airline. Anfang August 2017 kündigte Etihad dann die zunächst schriftlich zugesagte finanzielle Unterstützung an Air Berlin auf. In der Folge war Air Berlin gezwungen, einen Insolvenzeröffnungsantrag zu stellen (siehe Air Berlin).

### Seit 2020
Auf Grund des starken Rückgangs der Passagierzahlen in der globalen Luftfahrt wegen der Covid-19-Pandemie und Vorgaben der Vereinigten Arabischen Emirate stellte Etihad am 25. März 2020 seine Passagierflüge vorläufig ein. Weiterhin zugelassen sind Evakuierungs- und Frachtflüge.
Am 1. Mai 2021 wurde bekannt, dass Etihad Airways ihre 40 % Beteiligung an der Air Seychelles an den Staat Seychellen verkauft.

## Unternehmen
Geführt wird das Unternehmen von S.E. Mohamed Mubarak Fadhel Al Mazrouei. Es besteht aus folgenden Bereichen:
- Etihad Airways
- Etihad Cargo (Logistik) – bis Juni 2012 als Etihad Crystal Cargo bezeichnet
- Etihad Holidays (Reiseveranstalter)
- Etihad Guest (Vielfliegerprogramm)

Die Organisationsform ist durch eine sehr flache Hierarchie und entsprechend kurze Entscheidungswege gekennzeichnet, was nicht zuletzt daran liegt, dass sämtliche Leitungs- und Entscheidungsfunktionen bei der Herrscherfamilie, also den Eigentümern, gebündelt sind.

## Flugziele
Von ihrer Heimatbasis, dem Flughafen Abu Dhabi, aus bedient Etihad Airways Ziele in Europa, Asien, Afrika, Australien sowie Nord- und Südamerika.
Im deutschsprachigen Raum werden Düsseldorf, Frankfurt, Genf, München, Wien und Zürich angeflogen.

## Codesharing
Etihad Airways unterhält Codesharing-Abkommen mit folgenden Fluggesellschaften (Etihad-Airways-Partners-Mitglieder sind mit * gekennzeichnet):
- Aegean Airlines
- Aer Lingus
- Aerolineas Argentinas
- Air Astana
- Air Baltic
- Air Canada
- Air Europa
- Air France
- Air Malta
- Air New Zealand
- All Nippon Airways
- American Airlines
- Asiana Airlines
- Bangkok Airways
- Belavia
- Brussels Airlines
- Czech Airlines
- Flybe
- Garuda Indonesia
- Gol Linhas Aéreas
- Hongkong Airlines
- ITA Airways
- jetBlue
- Kenya Airways
- KLM
- Korean Air
- Lufthansa
- Malaysia Airlines
- Middle East Airlines
- Oman Air
- PIA
- Philippine Airlines
- Royal Air Maroc
- S7 Airlines
- SAS Scandinavian Airlines
- SNCF
- South African Airways
- SriLankan Airlines
- TAP Portugal
- Turkish Airlines
- Vietnam Airlines

## Flotte

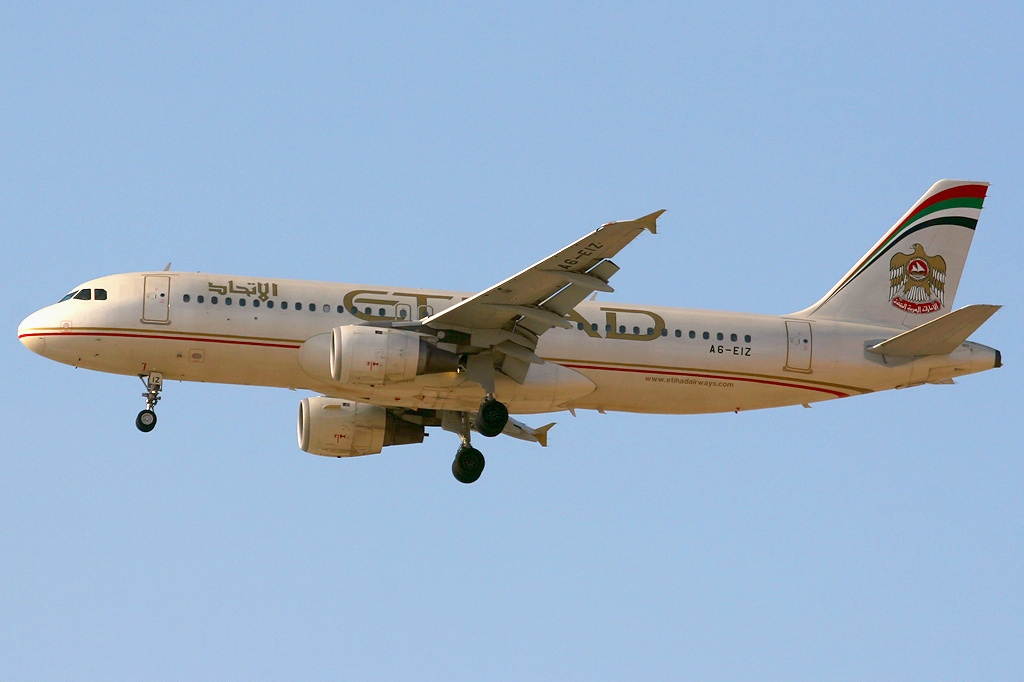
Airbus A320-200 der Etihad

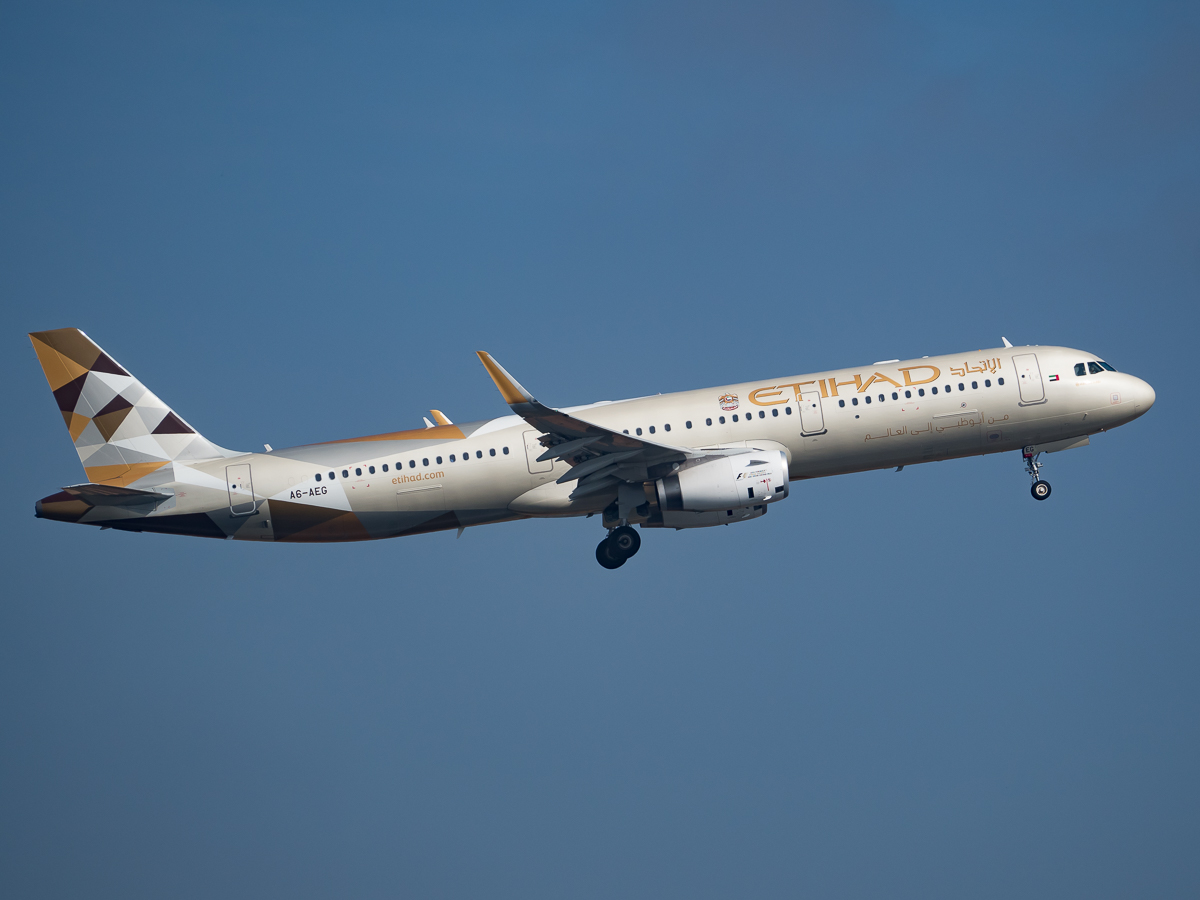
Airbus A321-200 der Etihad

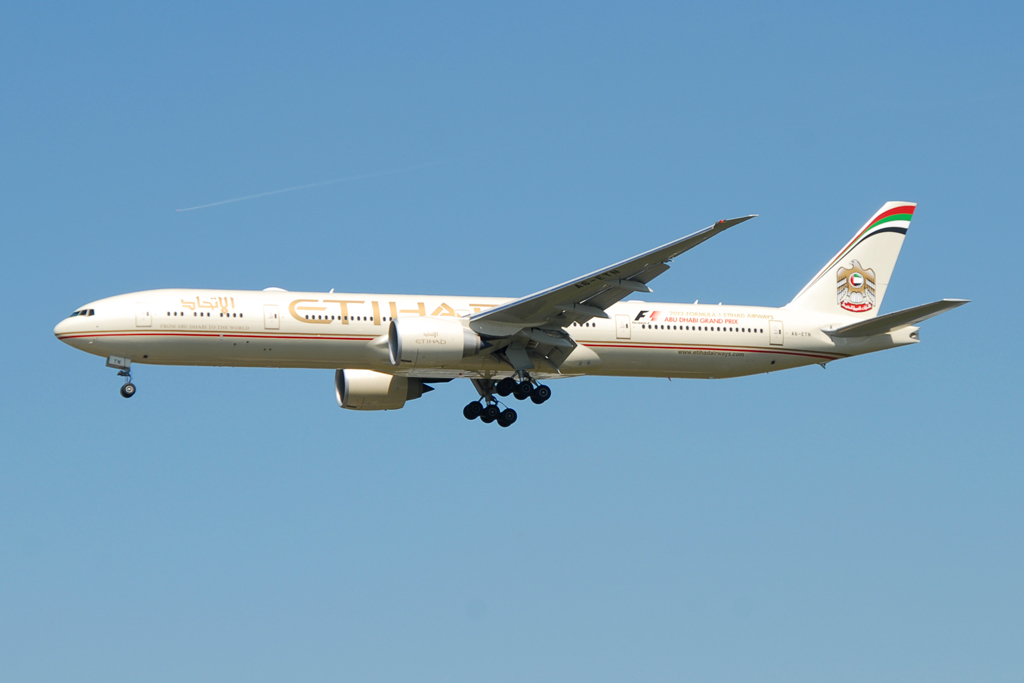
Boeing 777-300ER der Etihad

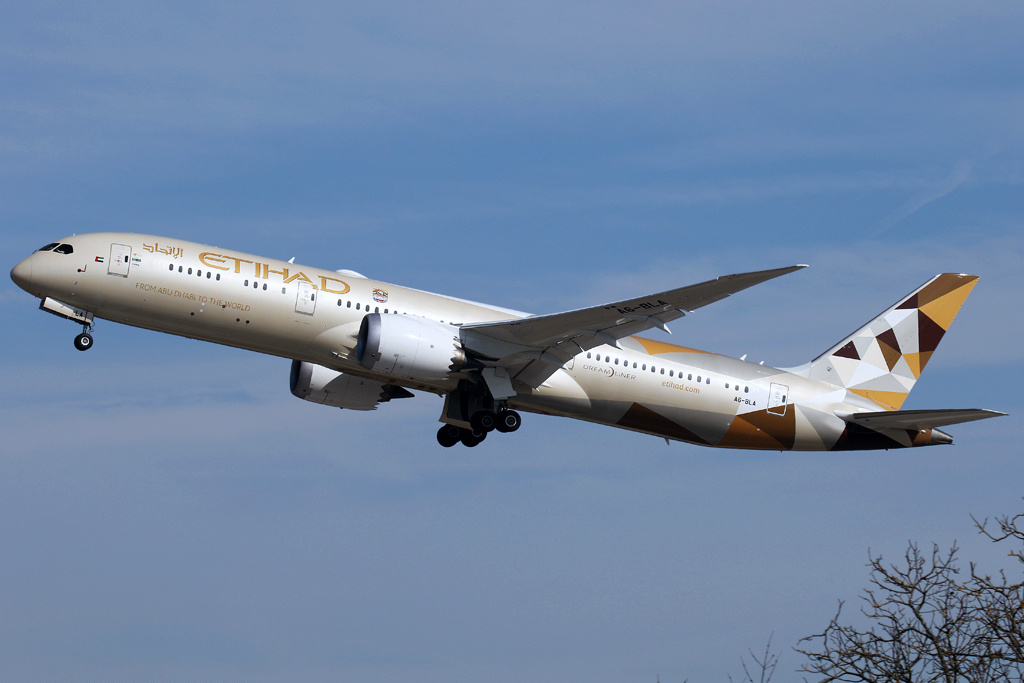
Boeing 787-9 der Etihad im neuen Farbschema

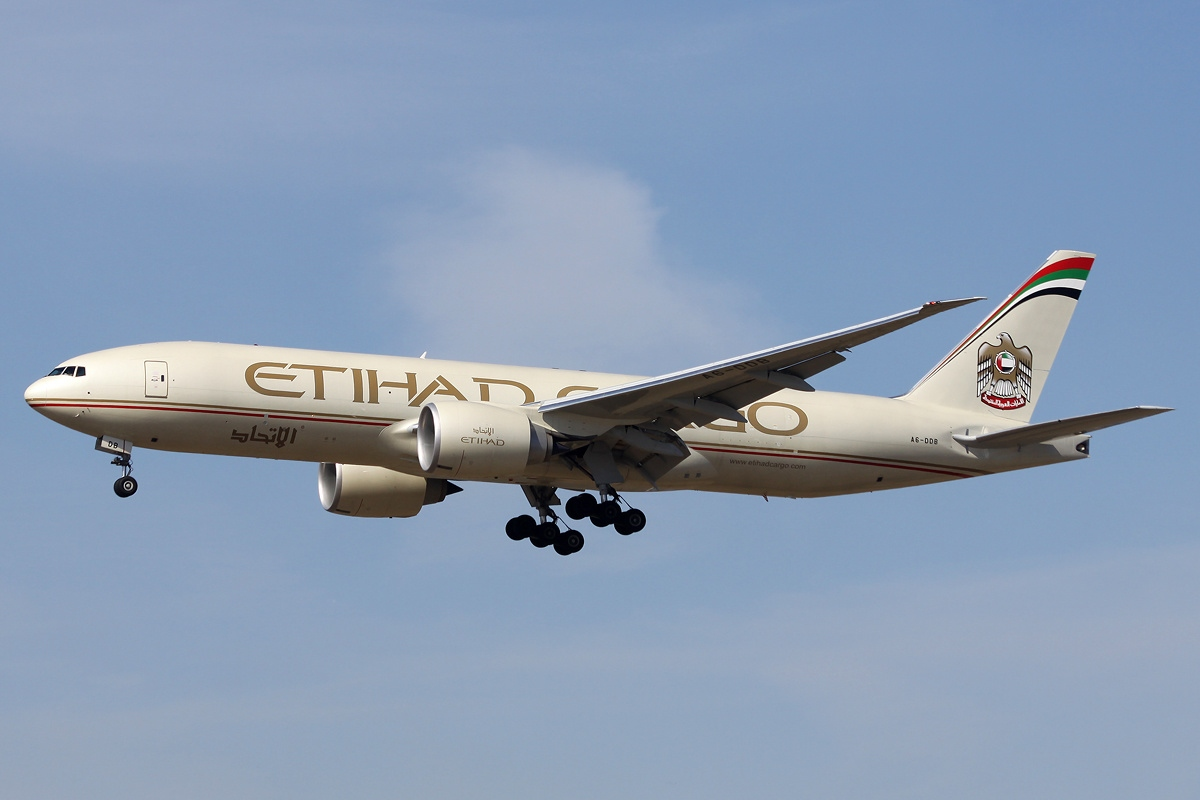
Boeing 777F der Etihad Cargo

### Aktuelle Flotte
Mit Stand November 2024 besteht die Flotte der Etihad Airways aus 98 Flugzeugen mit einem Durchschnittsalter von 8,5 Jahren:
| Flugzeugtyp                          | Anzahl | bestellt | Anmerkungen                                    | Sitzplätze (Residence/First/Business/Eco)        | Durchschnittsalter |
| ------------------------------------ | ------ | -------- | ---------------------------------------------- | ------------------------------------------------ | ------------------ |
| Airbus A320-200                      | 14     |          | einer inaktiv; acht mit Sharklets ausgestattet | 136 (-/16/120)                                   | 13,0 Jahre         |
| Airbus A321-200                      | 09     |          | mit Sharklets ausgestattet                     | 174 (-/16/158)                                   | 9,6 Jahre          |
| Airbus A321neo                       | 06     | 026      | Auslieferung seit Mai 2024                     | 198 (-/16/182)                                   | 5,4 Jahre          |
| Airbus A350-1000                     | 05     | 015      |                                                | 371 (-/44/327)                                   | 5,3 Jahre          |
| Airbus A380-800                      | 07     |          |                                                | 498 (2/9/70/417)                                 | 8,9 Jahre          |
| Boeing 777-300ER                     | 09     |          | Sollen ausgemustert werden                     | 340 (8/40/292) 380 ( - /40/340) 402 ( - /28/374) | 13,7 Jahre         |
| Boeing 777-9                         |        | 025      |                                                | - offen -                                        |                    |
| Boeing 787-9                         | 33     | 08       |                                                | 235 (8/28/199) 299 (- /28/271)                   | 06,7 Jahre         |
| Boeing 787-10                        | 10     | 020      |                                                | 336 (- /32/304)                                  | 05,3 Jahre         |
| Etihad Airways Frachtflugzeug-Flotte |        |          |                                                |                                                  |                    |
| Airbus A350F                         |        | 07       |                                                | - Fracht -                                       |                    |
| Boeing 777F                          | 05     |          |                                                | - Fracht -                                       | 09,4 Jahre         |
| Gesamt                               | 98     | 101      |                                                |                                                  | 08,5 Jahre         |

### Ehemalige Flugzeugtypen

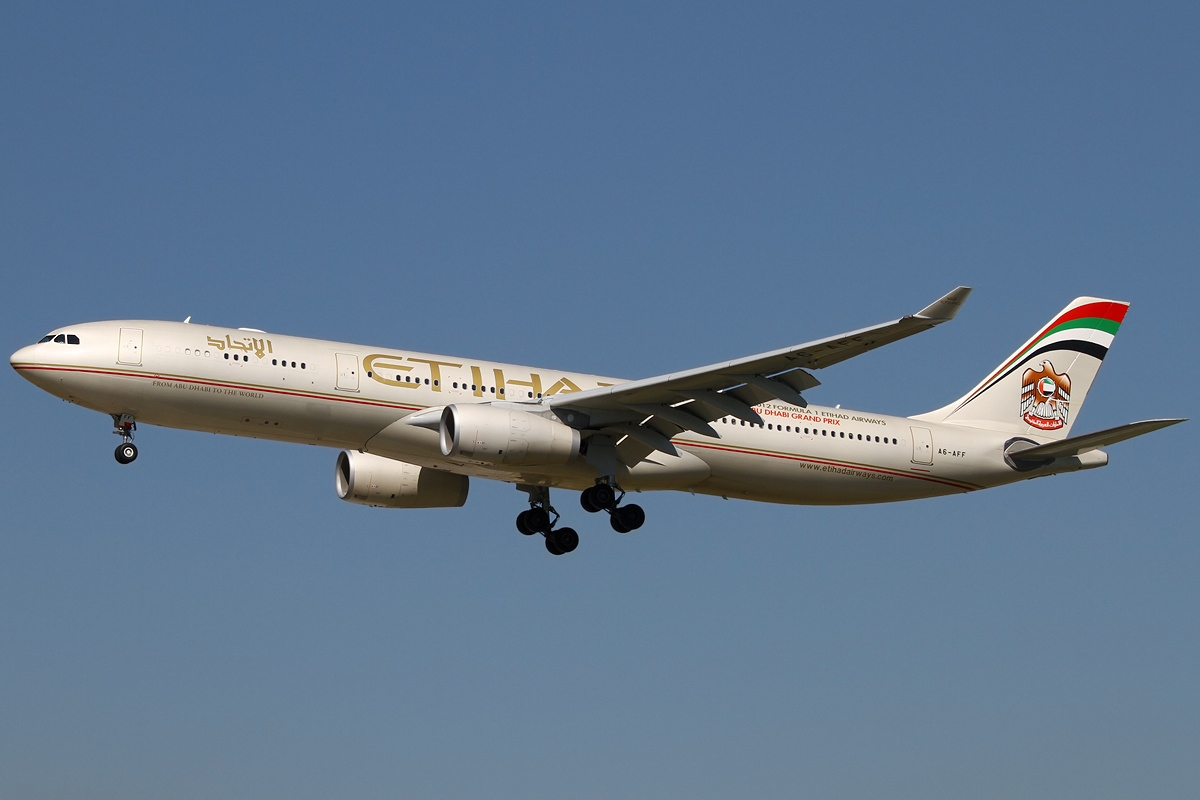
Airbus A330-300 der Etihad

In der Vergangenheit setzte Etihad Airways bereits folgende Flugzeugtypen ein:
- Airbus A300B4-600F
- Airbus A319-100
- Airbus A330-200
- Airbus A330-300
- Airbus A340-300/500/600
- Boeing 747-400F
- Boeing 747-8F
- Boeing 777-200LR

### Aktuelle Sonderbemalungen
| Flugzeugtyp              | Luftfahrzeugkennzeichen | Bemalung                            | Zeitraum           | Bild |
| ------------------------ | ----------------------- | ----------------------------------- | ------------------ | --- |
| Airbus A321neo           | A6-AEN                  | „20 Years“                          | seit Juli 2024     | Bild gesucht Die Wikipedia wünscht sich an dieser Stelle ein Bild. Weitere Infos zum Motiv findest du vielleicht auf der Diskussionsseite . Falls du dabei helfen möchtest, erklärt die Anleitung , wie das geht. |
| Airbus A380-800          | A6-APD                  | „ADNOC - Choose South Korea“        | seit November 2019 | |
| Airbus A380-800          | A6-APE                  | „ADNOC - Choose the United Kingdom“ | seit Oktober 2019  | |
| Boeing 787-9 Dreamliner  | A6-BLV                  | „Abu Dhabi Grand Prix“              | seit November 2018 | |
| Boeing 787-9 Dreamliner  | A6-BND                  | „Manchester City F.C.“              | seit Oktober 2019  | |
| Boeing 787-10 Dreamliner | A6-BMA                  | „Warner Bros. World Abu Dhabi“      | seit Juli 2024     | Bild gesucht Die Wikipedia wünscht sich an dieser Stelle ein Bild. Weitere Infos zum Motiv findest du vielleicht auf der Diskussionsseite . Falls du dabei helfen möchtest, erklärt die Anleitung , wie das geht. |
| Boeing 787-10 Dreamliner | A6-BMH                  | „Greenliner“                        | seit Januar 2020   | |

### Ehemalige Sonderbemalungen
| Flugzeugtyp              | Luftfahrzeugkennzeichen | Bemalung                                  | Zeitraum                                                                        | Bild |
| ------------------------ | ----------------------- | ----------------------------------------- | ------------------------------------------------------------------------------- | --- |
| Airbus A320-200          | A6-EIB                  | „Formula 1“                               | Dezember 2007 bis September 2015                                                | |
| Airbus A330-200          | A6-EYD A6-EYH           | „Tmall Global Shopping Festival 2017“     | A6-EYD: Oktober 2017 bis April 2018 A6-EYH: Oktober 2017 bis Januar 2018        | |
| Airbus A330-200          | A6-EYE                  | „Manchester City Football Club“           | Juli 2011 bis November 2018                                                     | |
| Airbus A330-200          | A6-EYH                  | „Expo Milano 2015“                        | Oktober 2014 bis Januar 2016                                                    | |
| Airbus A330-300          | A6-AFA                  | „Visit Abu Dhabi“                         | Februar 2011 bis Dezember 2019                                                  | |
| Airbus A340-600          | A6-EHJ                  | „Abu Dhabi Grand Prix“                    | Januar 2009 bis Oktober 2017                                                    | |
| Airbus A350-1000         | A6-XWB                  | „Year of the Fiftieth“                    | November 2021 bis August 2023                                                   | |
| Airbus A380-800          | A6-APC                  | „ADNOC - Choose the United Kingdom“       | November 2019 bis März 2020                                                     | |
| Airbus A380-800          | A6-APE                  | „Tmall Global Shopping Festival 2017“     | November 2017 bis Mai 2018                                                      | |
| Airbus A380-800          | A6-APG                  | „ADNOC - Choose South Korea“              | Dezember 2019 bis Mai 2023                                                      | |
| Airbus A380-800          | A6-APH                  | „Year of Zayed 2018“                      | Mai bis Dezember 2018                                                           | |
| Airbus A380-800          | A6-API                  | „Louvre Abu Dhabi“                        | Oktober 2017 bis Mai 2023                                                       | |
| Boeing 777-200LR         | A6-LRE                  | „Fast & Furious 7“                        | März bis Oktober 2015                                                           | Bild gesucht Die Wikipedia wünscht sich an dieser Stelle ein Bild. Weitere Infos zum Motiv findest du vielleicht auf der Diskussionsseite . Falls du dabei helfen möchtest, erklärt die Anleitung , wie das geht. |
| Boeing 777F              | A6-DDE                  | „Year of Zayed“                           | April 2018 bis Januar 2019                                                      | |
| Boeing 787-9 Dreamliner  | A6-BLA A6-BLR           | „ADNOC - Choose Singapore“                | A6-BLA: Oktober 2019 bis Dezember 2020 A6-BLR: November 2019 bis September 2022 | |
| Boeing 787-9 Dreamliner  | A6-BLC A6-BLE           | „ADNOC - Choose the USA“                  | A6-BLC: Oktober 2019 bis Juni 2021 A6-BLE: November 2019 bis Mai 2021           | |
| Boeing 787-9 Dreamliner  | A6-BLF                  | „ADNOC - Choose China“                    | Oktober 2016 bis April 2022                                                     | |
| Boeing 787-9 Dreamliner  | A6-BLG                  | „Special Olympics 2019“                   | Februar 2019 bis Februar 2020                                                   | |
| Boeing 787-9 Dreamliner  | A6-BLH A6-BLT           | „ADNOC - Choose Italy“                    | A6-BLH: November 2019 bis Juni 2022 A6-BLT: Dezember 2019 bis Oktober 2022      | |
| Boeing 787-9 Dreamliner  | A6-BLI A6-BLN           | „ADNOC - Choose Saudi Arabia“             | A6-BLI: Juli 2019 bis Juni 2021 A6-BLN: November 2019 bis Juni 2021             | |
| Boeing 787-9 Dreamliner  | A6-BLJ A6-BLO           | „ADNOC - Choose Thailand“                 | A6-BLJ: Oktober 2019 bis Mai 2021 A6-BLO: Dezember 2019 bis November 2021       | |
| Boeing 787-9 Dreamliner  | A6-BLK A6-BLS           | „ADNOC - Choose Japan“                    | A6-BLK: August 2019 bis August 2021 A6-BLS: November 2019 bis September 2022    | |
| Boeing 787-9 Dreamliner  | A6-BLM A6-BLN           | „Tmall Global Shopping Festival 2017“     | A6-BLM: Oktober 2017 bis April 2018 A6-BLN: Oktober bis November 2017           | |
| Boeing 787-9 Dreamliner  | A6-BLO                  | „Mission: Impossible – Dead Reckoning P1“ | Juni bis September 2023                                                         | Bild gesucht Die Wikipedia wünscht sich an dieser Stelle ein Bild. Weitere Infos zum Motiv findest du vielleicht auf der Diskussionsseite . Falls du dabei helfen möchtest, erklärt die Anleitung , wie das geht. |
| Boeing 787-10 Dreamliner | A6-BMD                  | „ADNOC - Choose China“                    | Dezember 2019 bis Dezember 2021                                                 | |
| Boeing 787-10 Dreamliner | A6-BMI                  | „ecoDemonstrator“                         | Oktober 2020 bis September 2023                                                 | |

## Beförderungsklassen

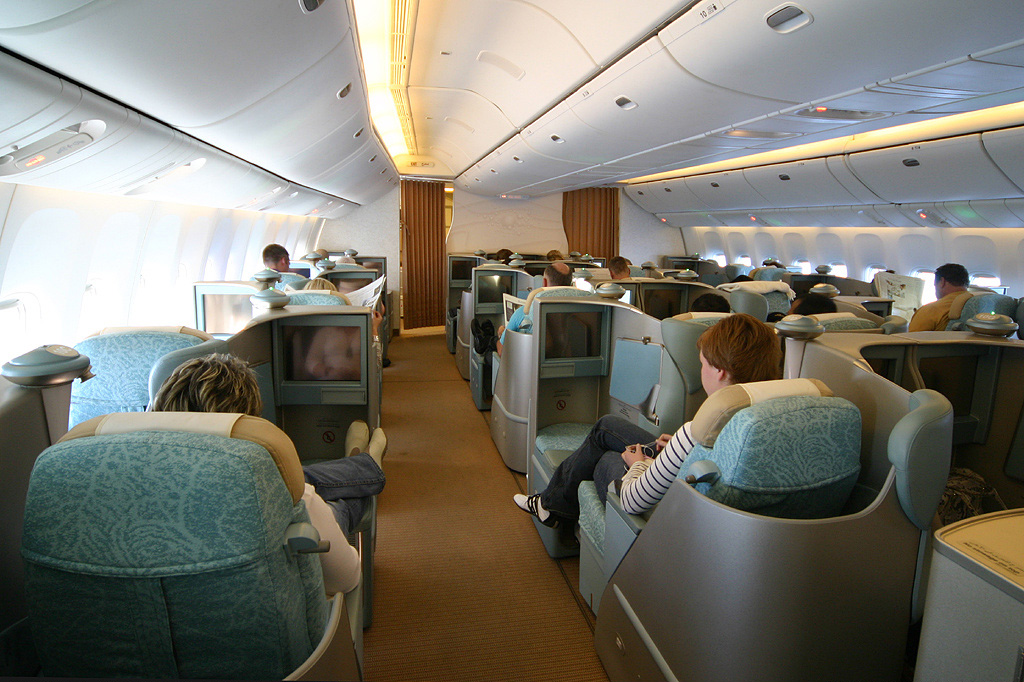
Business Class einer Boeing 777-300ER der Etihad Airways

In allen Beförderungsklassen sind ein In-flight Entertainmentsystem sowie eine Steckdose am Sitzplatz verfügbar. In der First Class, die nicht auf allen Flügen angeboten wird, steht jedem Fluggast eine verschließbare Kabine zur Verfügung. Die „Pearl Business Class“ bietet in den Großraumflugzeugen A380 und Boeing 777/787 versetzte Sitze an, die sich in flache Betten umwandeln lassen; in den Schmalrumpfflugzeugen A319/A320/A321 konventionelle Ruhesessel. Die Sitze der „Coral Economy Class“ stehen in den Boeing 777 in der 3+4+3-Anordnung.
In den im März 2022 eingeführten Airbus A350-1000 bietet Etihad Airways seinen Gästen eine neue Kabine an. Die Business-Class Sitze bieten durch eine verschließbare Tür zusätzliche Privatsphäre.
Im Mai 2023 gab Etihad Airways bekannt, dass neu ausgelieferte Flugzeuge des Modells A350-1000 und Boeing 787-9 sowie -10 über eine überholte Business und Economy Class verfügen würden. Diese bieten in der Business Class mehr Platz und Privatsphäre durch höhere verschließbare Türen, und in der Economy Class mehr Sitzbreite sowie ein deutlich vergrößerter Fernseher am Vordersitz.

## Zwischenfälle
Im Flugbetrieb der Etihad Airways gab es bisher keine Zwischenfälle mit erheblichen Personenschäden, jedoch einen Vorfall außerhalb des normalen Flugbetriebs: Am 15. November 2007 wurde ein fabrikneuer Airbus A340-600 während eines Triebwerktests auf dem Airbus-Gelände in Toulouse so stark beschädigt, dass die Maschine abgeschrieben werden musste. Die A340-600, die sechs Tage später an Etihad Airways hätte ausgeliefert werden sollen, setzte sich ungewollt in Bewegung und rollte in eine Betonwand. Durch den Aufprall wurde die Cockpitsektion vollkommen vom Rumpf getrennt und fiel auf der anderen Seite der Wand etwa fünf Meter tief zu Boden. Fünf der neun Insassen wurden verletzt.
Im jährlichen JACDEC-Ranking belegte Etihad Airways für das Jahr 2023 den Platz 1 der sichersten Fluggesellschaften.

## Sponsoring
Etihad Airways investierte in einen dreijährigen Sponsorvertrag mit Scuderia Ferrari in der Formel 1. Außerdem ist Etihad Hauptsponsor des Grand Prix von Abu Dhabi, der 2009 erstmals auf der Yas-Insel ausgetragen wurde. Des Weiteren ist Etihad Sponsor der Sportarten Fußball (Manchester City), Rugby (Harlequins) sowie Curling und Golf.
Etihad ist weiterhin Werbeträger für das zweitgrößte flugfähige Modellflugzeug der Welt, der Replika eines Airbus A380.